# Tavion Heights
G'Angelo Hancock (Fountain, 27 de julho de 1997) é um lutador profissional americano e ex-lutador de luta greco-romana. Ele trabalha atualmente para a WWE, onde atua na marca NXT sob o nome de ringue Tavion Heights e é membro do grupo No Quarter Catch Crew. Ele também fez aparições para a Pro Wrestling Noah.
Um lutador amador de destaque, Hancock conquistou uma medalha de bronze no evento de 97 kg no Campeonato Mundial de Luta de 2021, realizado em Oslo, Noruega. No Campeonato Pan-Americano de Luta de 2020, realizado em Ottawa, Canadá, ele ganhou uma medalha de ouro na categoria de 97 kg. Hancock também é medalhista de prata nos Jogos Pan-Americanos de 2019, realizados em Lima, Peru. Ele representou os Estados Unidos nos Jogos Olímpicos de Verão de 2020, em Tóquio, Japão.

## Carreira na Luta Greco-Romana
Em 2016, Hancock competiu nas Seleções Olímpicas dos Estados Unidos, com o objetivo de representar o país nos Jogos Olímpicos de Verão de 2016, no Rio de Janeiro, Brasil. Ele terminou em terceiro lugar na categoria de 98 kg.
Hancock conquistou uma das medalhas de bronze na categoria de 98 kg no Campeonato Pan-Americano de Luta de 2017, realizado em Lauro de Freitas, Brasil. Ele também competiu no Campeonato Mundial de Luta de 2017, realizado em Paris, na categoria de 98 kg, mas não conseguiu conquistar uma medalha. Hancock venceu sua primeira luta contra Fatih Başköy, mas perdeu na luta seguinte para Artur Aleksanyan, que mais tarde conquistou a medalha de ouro. No Campeonato Mundial de Luta de 2018, realizado em Budapeste, Hungria, Hancock foi eliminado em sua primeira luta na categoria de 97 kg.
Em 2019, Hancock conquistou a medalha de prata no Campeonato Pan-Americano de Luta, realizado em Buenos Aires, Argentina. No mesmo ano, ele representou os Estados Unidos nos Jogos Pan-Americanos em Lima, Peru, e ganhou a medalha de prata na categoria de 97 kg. Na final, ele perdeu para Gabriel Rosillo, de Cuba. Hancock também competiu no Campeonato Mundial de Luta de 2019, realizado em Nur-Sultan, Cazaquistão, na categoria de 97 kg, onde foi eliminado em sua segunda luta por Mélonin Noumonvi, da França.
Hancock competiu na categoria de 97 kg nos Jogos Olímpicos de Verão de 2020, realizados em Tóquio, Japão. Ele venceu sua primeira luta contra Mikheil Kajaia, da Sérvia, mas foi eliminado na luta seguinte por Tadeusz Michalik, da Polônia.
Após se qualificar para a equipe dos Estados Unidos para o Campeonato Mundial de 2022 na categoria de 97 kg no Final X, em Nova York, Hancock anunciou sua aposentadoria em 9 de agosto de 2022. Ele foi substituído na equipe dos Estados Unidos por Braxton Amos.

## Carreira na luta livre profissional

### WWE (2022–presente)
Em agosto de 2022, após se afastar da luta greco-romana, Hancock assinou um contrato de desenvolvimento com a WWE. Em 1º de dezembro de 2022, ele fez sua estreia no NXT Level Up sob o nome de Tavion Heights, em uma luta na qual foi derrotado por Channing "Stacks" Lorenzo. Em 12 de dezembro de 2023, Heights foi anunciado como um dos competidores do NXT Breakout Tournament masculino. Heights venceu Luca Crusifino na primeira rodada do torneio, mas foi derrotado por Oba Femi, eventual vencedor, nas semifinais.
No episódio de 25 de junho de 2024 do NXT, Heights derrotou Damon Kemp, do No Quarter Catch Crew (NQCC), em uma luta de iniciação para ingressar no grupo, marcando sua primeira vez como heel em sua carreira. Em 11 de julho, Heights fez sua estreia no Impact! da Total Nonstop Action Wrestling (TNA), onde celebrou a vitória de Charlie Dempsey, líder do NQCC, sobre Zachary Wentz, do The Rascalz, e fez sua estreia no ringue da TNA no Slammiversary em 20 de julho, onde o NQCC perdeu para o The Rascalz (Wentz, Trey Miguel e Wes Lee) em uma luta de trios. Em 30 de julho, Heights competiu em sua primeira luta por um título na Semana 1 do NXT: The Great American Bash, perdendo para Tony D'Angelo por 1–2 sob a regra British Rounds pela Copa Heritage do NXT. Heights retornou no episódio de 10 de setembro do NXT, ajudando Dempsey a manter a Copa Heritage do NXT contra Je'Von Evans.

### Pro Wrestling Noah (2024)
Em julho de 2024, foi anunciado que Hancock, como Tavion Heights, seria um dos dois representantes do NXT (o outro sendo Josh Briggs) a participar do torneio N-1 Victory da Pro Wrestling Noah. Heights foi colocado no bloco B e terminou o torneio com 8 pontos, incluindo uma vitória surpresa sobre o ex-campeão mundial de peso pesado por três vezes, Kenoh, mas não conseguiu avançar para a final. Heights recebeu elogios significativos por suas performances de fãs, Keiji Muto e Naomichi Marufuji. Durante seu curto período na Pro Wrestling Noah, tanto Heights quanto Briggs receberam treinamento de Muto e Marufuji.

## Conquistas
| Ano  | Torneio                                | Local                    | Resultado | Evento            |
| ---- | -------------------------------------- | ------------------------ | --------- | ----------------- |
| 2017 | Campeonato Pan-Americano de Luta Livre | Lauro de Freitas, Brasil | 3º        | Greco-Romana 98kg |
| 2019 | Campeonato Pan-Americano de Luta Livre | Buenos Aires, Argentina  | 2º        | Greco-Romana 97kg |
| 2019 | Jogos Pan-Americanos                   | Lima, Peru               | 2º        | Greco-Romana 97kg |
| 2020 | Campeonato Pan-Americano de Luta Livre | Ottawa, Canadá           | 1º        | Greco-Roman 97kg  |
| 2021 | Campeonatos Mundiais                   | Oslo, Noruega            | 3º        | Greco-Romana 97kg |